# Сім чудес України

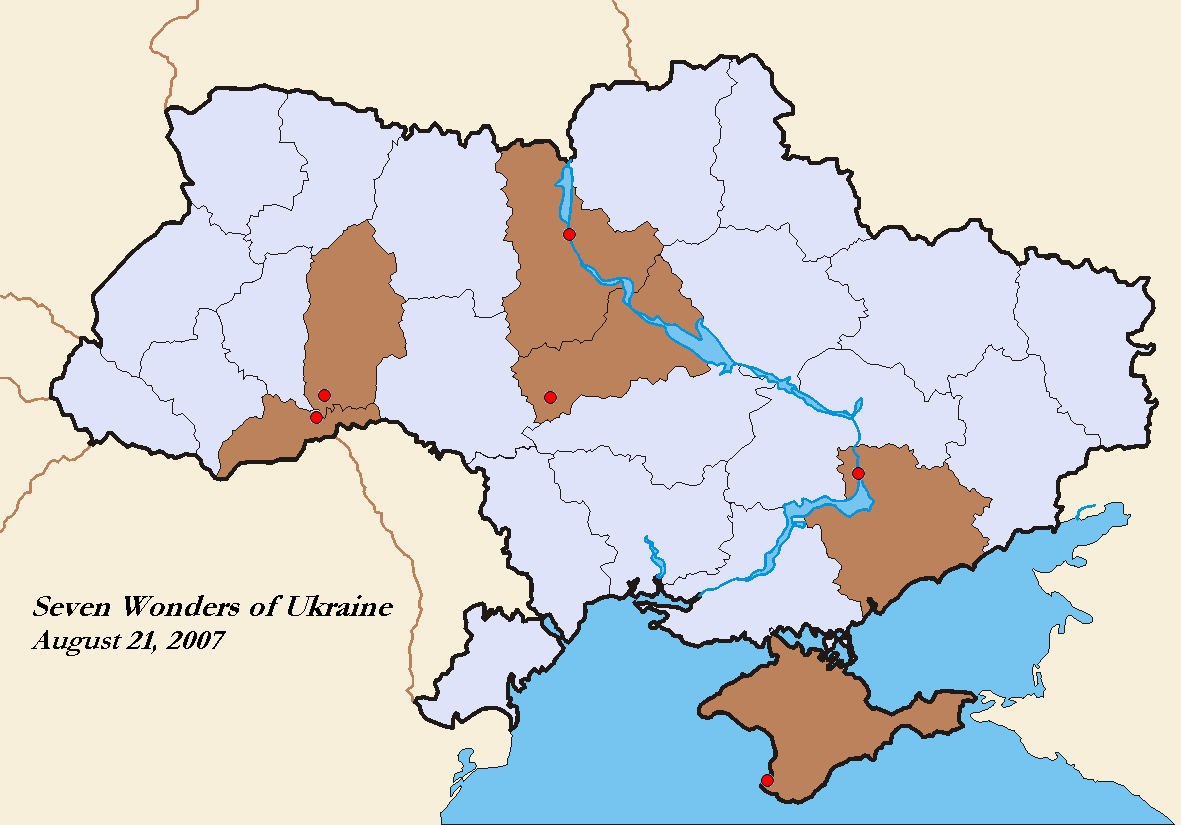
Сім чудес на карті України

«Сім чуде́с Украї́ни» — сім історико-культурних пам'яток України. Список складено за версією оргкомітету всеукраїнської акції Сім чудес України 21 серпня 2007.

## Сім чудес України.
| № | Зображення | Назва                  | Розташування          |
| - | ---------- | ---------------------- | --------------------- |
| 1 |            | Заповідник «Кам'янець» | Кам'янець-Подільський |
| 2 |            | Києво-Печерська Лавра  | Київ                  |
| 3 |            | Софіївка               | Умань                 |
| 4 |            | Софія Київська         | Київ                  |
| 5 |            | Херсонес Таврійський   | Севастополь           |
| 6 |            | Хотинська фортеця      | Хотин                 |
| 7 |            | Хортиця                | Запоріжжя             |

## Історія акції
Всеукраїнська акція Сім чудес була ініційована Миколою Томенком і стартувала у травні 2007 року. Тоді регіональні оргкомітети представили своїх претендентів на звання Семи чудес. З них був складений список 100 претендентів:
- Київ: Києво-Печерська Лавра, Софія Київська, Будинок з химерами;
- Крим: Лівадійський палац-музей, Гора Мітрідат, Алупкинський державний палацово-парковий заповідник, Ластівчине гніздо;
- Вінницька область: Садиба Миколи Пирогова, Давньослов'янський печерний храм з «Бушинським рельєфом», Немирівське скіфське городище;
- Волинська область: Замок Любарта, Комплекс історико-культурних пам'яток Володимира Волинського, Музей-садиба Лесі Українки в Колодяжному, Чудотворна ікона Холмської Божої Матері;
- Дніпропетровська область: Кам'яні баби, Могила кошового отамана І.Сірка, Троїцький собор у Новомосковську, Церква різдва Богородиці, Українська лінія;
- Донецька область: Державний історико-архітектурний заповідник у м. Святогірськ;
- Житомирська область: Церква Святого Василія Великого, Державний заказник «Камінне село», Музей космонавтики імені С.П.Корольова;
- Закарпатська область: Замок «Паланок», Музей лісу і сплаву на Чорній Ріці, Михайлівська православна церква, Невицький замок;
- Запорізька область: Державний історико-археологічний музей-заповідник «Кам'яна Могила», Національний заповідник-острів «Хортиця», Історичний промислово-енергетичний комплекс «Дніпрогес»,
- Івано-Франківська область: Музей «Писанка», Печерний комплекс (Скелі Довбуша), Церква Святого Духа,
- Київська область: Національний заповідник «Переяслав», Лютізький плацдарм, Садиба Івана Козловського, Дендрологічний парк «Олександрія», Добраничівська стоянка, Свято-Покровська церква, Меморіальний музей-садиба народної художниці Катерини Білокур;
- Кіровоградська область: Заповідник-музей І.К.Тобілевича, Фортеця Святої Єлисавети, Кіровоградський обласний художній музей;
- Луганська область: Будинок В. І. Даля, Пам'ятник «Борцям революції», Комплекс споруд Деркульського кінного заводу;
- Львівська область: Олеський замок, Свірзький замок, Підгорецький замок, Крехівський монастир, Наскельне місто-фортеця Тустань;
- Миколаївська область: Національний історико-археологічний заповідник «Ольвія», Археологічна пам'ятка «Дикий сад»;
- Одеська область: Одеський державний академічний театр опери та балету, Акерманська фортеця, Потьомкінські сходи;
- Полтавська область: Заповідник-музей М. В. Гоголя, Літературно-меморіальний музей та садиба І. П. Котляревського, Миколаївська церква (Диканька), Полтавський краєзнавчий музей, Полтавський Хрестовоздвиженський монастир;
- Рівненська область: Острозький замок і Національний університет «Острозька академія», Троїцький Монастир, Палацовий комплекс Дубенського Замку;
- Сумська область: Пам'ятник мамонту, Круглий двір, Софроніївський монастир;
- Тернопільська область: Печера Вертеба, Богит, Бучацька ратуша, Свято-Успенська Почаївська лавра, Зарваницький духовний центр, Вишневецький палацовий комплекс, Табір УПА, Національний історико-архітектурний заповідник «Замки Тернопілля»;
- Харківська область: Будинок Державної промисловості, Покровський монастир, Літературно-меморіальний музей Г. С. Сковороди;
- Херсонська область: Парк «Асканія-Нова», Легендарна тачанка, Курганний могильник з центральним скіфським царським курганом «Козел», Херсонський художній музей ім.О.Шовкуненка, Свято-Єкатерининський собор;
- Хмельницька область: Національний історико-архітектурний заповідник «Кам'янець», Державний історико-культурний заповідник «Меджибіж», Державний історико-культурний заповідник «Самчики»;
- Черкаська область: Національний дендрологічний парк «Софіївка», Національний заповідник «Батьківщина Тараса Шевченка», Державний історико-культурний заповідник «Трипільська культура», Шевченківський національний заповідник у Каневі;
- Чернівецька область: Державний історико-архітектурний заповідник «Хотинська фортеця», Резиденція Буковинських митрополитів, Успенський собор старообрядців;
- Чернігівська область: Антонієві печери, Спасо-Преображенський собор, Густинський монастир, Княжий град (Новгород-Сіверський),
- Севастополь: Панорама «Оборона Севастополя 1854—1855 рр.», Херсонес Таврійський.

7 липня 2007 року експертною радою був названий 21 номінант у боротьбі за це звання.
Організатори акції пообіцяли розмістити у туристичних довідниках інформацію іноземними мовами не тільки про «сім чудес», а про кожну 21 українську визначну пам'ятку, яку з гордістю можна показувати всьому світу. Можливо, після акції з'явиться і загальний перелік усіх історичних пам'яток країни, якого досі немає.
Чудеса України були визначені за результатами інтернет-голосування (76889 голосів) і опитування 100 експертів: учених, істориків, культурологів і фахівців у галузі туризму.
Інтернет-користувачі, що взяли участь у голосуванні, і експерти — розійшлися в думці.
| Рейтинг за голосами інтернет-користувачів: 1. Хортиця 2. Софіївка 3. Заповідник «Кам'янець» 4. Києво-Печерська Лавра 5. Хотинська фортеця 6. Херсонес Таврійський 7. Лівадійський палац 8. Музей писанки 9. Софія Київська 10. Острозький замок і Академія 11. Одеський оперний театр 12. Кам'яна Могила 13. Замок Паланок 14. Почаївська Лавра 15. Луцький замок 16. Антонієві печери 17. Держпром 18. Олеський замок 19. Святогірська Лавра 20. Національний історико-етнографічний заповідник «Переяслав» 21. Шевченківський заповідник у Каневі | Рейтинг за голосами експертів: 1. Києво-Печерська Лавра 2. Софія Київська 3. Софіївка 4. Херсонес Таврійський 5. Заповідник «Кам'янець» 6. Святогірська Лавра 7. Хортиця 8. Почаївська Лавра 9. Кам'яні могили 10. Лівадійський палац 11. Антонієві печери 12. Хотинська фортеця 13. Острозький замок і академія 14. Одеський оперний театр 15. Олеський замок 16. Шевченківський заповідник у Каневі 17. Музей писанки 18. Замок Паланок 19. Національний історико-етнографічний заповідник «Переяслав» 20. Луцький замок 21. Держпром |

Спеціальні відзнаки:
1. Лівадійський палац — музей визнано визначною пам'яткою новітньої історії;
2. Острозький замок та академію названо визначною пам'яткою духовної України;
3. «Музей-писанку» названо визначною пам'яткою сучасної України.

## Інші статті на тему
| У світі - Сім чудес світу - Сім нових чудес світу | Україна - Сім природних чудес України - Сім етнографічних чудес України - Сім чудес України: замки, фортеці, палаци - Сім маршрутів України - Сім чудес Київщини - Сім чудес Вінниччини - Сім чудес Черкащини - Сім чудес Ялти - Сім чудес Харкова - Сім чудес Буковини - Сім чудес Сумщини - Сім природних чудес Закарпаття - Сім чудес Кам'янця-Подільського - Сім чудес України : пам’ятка користувачу до Міжнар. дня пам’яток і визначних місць / Київ. нац. ун-т культури і мистецтв, Бібліотека ; уклад. О. О. Скаченко. — Київ : Вид. центр КНУКіМ, 2012. — 15 с. [Архівовано 8 травня 2021 у Wayback Machine.] |